# Palača Rio Branco
Palača Rio Branco (portugalsko Palácio Rio Branco) je palača in nekdanji sedež vlade Bahie v Salvadorju, Brazilija. Je ena najstarejših palač v Braziliji in sega v leto 1549. Stoji v zgodovinskem središču Salvadorja na Praça Tomé de Sousa, kjer so tudi mestna hiša, mestni svet in dvigalo Lacerda, in je na Unescovem seznamu svetovne dediščine.

## Zgodovina
Prvo palačo je začel graditi prvi generalni guverner Brazilije Tomé de Sousa sredi 16. stoletja. Bila je rezidenca in uradna pisarna prvih brazilskih guvernerjev in podkraljev. Sprva je bila narejena iz nabite zemlje, leta 1551 pa je bila prezidana iz kamna in apna ter pokrita s ploščicami. Leta 1558 je guverner Mem de Sá izvedel manjšo prenovo in ukazal gradnjo obrambnega stolpa. Imela je več funkcij, kot sta vojašnica in zapor.
Med nizozemskimi napadi v prvih desetletjih 17. stoletja je bila stavba večkrat prizadeta zaradi sovražnega bombardiranja. Nizozemske ilustracije kažejo, da je imela vladna hiša že takrat dve nadstropji.
10. maja 1624 se je guverner Diogo de Mendonça Furtado v tej vladni hiši predal Nizozemcem. O dogodku priča nagrobnik na pročelju sedanje palače, ki ga je leta 1938 postavil IGHB.
Leta 1663, med vlado Francisca Barreta de Menezesa (1567-1669), je bila stavba ponovno zgrajena z dovoljenjem kralja Alfonza VI. Projekt sta verjetno izdelala Philipe Guitau ali Pedro Garim, oba francoska inženirja. Ta nova stavba je imela fasado z enajstimi okni v zgornjem nadstropju. Caldas (Noticia Geral..., 1759) omenja, da je bila v palači baterija s tremi bronastimi topniškimi orodji. Bil je preprost parapet s stražarnico, poleg obokov palače. Na desni strani, v drugem nadstropju, je bilo tajništvo, na levi strani pa prostori za častnike in avdience. V palači je bila tudi hiša odbora za zbiranje kraljeve zakladnice. Prostori za guvernerjevo družino so vključevali spalnice, kuhinjo, balkon, shrambo in sobe za služabnike. Zadaj je bil hlev, kjer so kasneje konec 19. stoletja zgradili stavbo zakladnice.
Academia Brasilica dos Esquecidos je 7. marca 1724 v vladni hiši ustanovil podkralj D. Vasco Fernandes Cesar de Menezes, bodoči grof Sabugosa. To je bila prva literarna akademija v Braziliji, ki ji je predsedoval Rocha Pitta.
V 18. stoletju se je vladna hiša že imenovala palača. Caldas jo je imenoval 'Palača podkraljev', Vilhena pa 'Palača rezidence guvernerjev'.
Leta 1763 je bila prestolnica Brazilije prenesena v Rio de Janeiro. Vladna palača je takrat gostila guvernerja kapitanije Bahia.
V palači je januarja in februarja 1808 bivala kraljeva družina po prihodu iz Lizbone. Od leta 1824, z osamosvojitvijo, so v palači začeli bivati predsedniki province, ki jih je imenoval cesar. V 19. stoletju se je imenovala 'Palača vlade Bahie', kot je navedeno v več uradnih dokumentih od leta 1822 (morda prej), včasih imenovana 'Palača predsedstva province Bahia' in različice. Okoliške ulice so se imenovale Praça do Palácio, Ladeira do Palácio in Rua Direita do Palácio (trenutno Rua Chile).
Leta 1826 je vladna palača gostila cesarja D. Petra I. Brazilskega, cesarico D. Leopoldino in princeso D. Mario da Glório, ki je istega leta postala kraljica Portugalske.
Leta 1852 so preddverje palače ponovno popločali.
Leta 1859 je vladna palača gostila cesarja D. Petra II. Brazilskega in cesarico D. Terezo Kristino. Konec 19. stoletja se je še vedno ponašala s staro portugalsko kolonialno fasado, simbolom dekadence v nastajajoči republiki. Palača je bila med letoma 1896 in 1900 pod Luísom Viano, guvernerjem Bahie znatno prenovljena. Kazala je plemenit in impozanten neoklasicistični slog, v skladu s francoskim okusom.
10. januarja 1912 je bila palača ena od točk bombardiranja mesta Salvador, ki ga je ukazal predsednik republike Hermes da Fonseca. Vladno palačo so zadeli topovi iz utrdbe São Marcelo. Osrednji del in levo krilo palače (zalivska stran) je uničil požar, ki so ga povzročile granate. Javna knjižnica, ki je bila ustanovljena leta 1811 in je bila v levem krilu, je bila požgana, uničeni so bili dragoceni zgodovinski dokumenti in številne knjige. Stavba je bila tako rekoč v ruševinah.

## Rekonstrukcija in obnova
Rekonstrukcija palače se je začela leta 1912, potem ko je položaj prevzel J.J. Po besedah Boccanere je projekt za novo stavbo izdelal italijanski arhitekt Julio Conti, vendar ga je spremenil inženir Arlindo Coelho Fragôso, takratni generalni sekretar države. Obnova je trajala skoraj osem let. Železobetonsko kupolo so gradili leta 1914. Novo stavbo so ponovno odprli 15. novembra 1919. Prenovljeno palačo so poimenovali Rio Branco v čast brazilskega državnika Joséja Paranhosa, barona Rio Branca. Pri tej prenovi je palača dobila okrašeno neoklasicistično fasado.
Okoli leta 1925 je bila palača Rio Branco namenjena uradnim sprejemom državne vlade, v njej je bilo tudi več javnih uradov in Državni sekretariat za notranje zadeve, pravosodje in javni pouk, ustanovljen leta 1895. Leta 1949 je bila deležna nadaljnje prenove in razširitve.
Sedež vlade Bahie je ostal v Palácio Rio Branco do leta 1979, ko je bil prenesen na CAB. V njej je bil takrat začasno urad župana. Leta 1983 je palača prešla na Bahiaturso. Leta 1984 je bila stavba zaradi slabe ohranjenosti, v kateri je bila najdena, izvedena popolna obnova. Leta 1986 je palača postala dom spomenika republikanskih guvernerjev Bahie. Leta 1991 je postal dom fundacije Pedra Calmona (Center za spomin in javni arhiv Bahie). Leta 2009 je bila fundacija prenesena. Leta 2010 je v njej sedež Državnega sekretariata za kulturo.

## Opis
Palača Rio Branco obsega 4500 kvadratnih metrov. Palača ima bogato dekoracijo in dragocena umetniška dela.